# Golfo Persico
Il Golfo Persico (in persiano خلیج فارس‎, Khalij-e Fārs, o خلیج پارس, Khalij-e Pars ) è un golfo dell'Oceano Indiano che bagna le coste di Oman, Emirati Arabi Uniti, Arabia Saudita, Qatar, Bahrein, Kuwait, Iraq e Iran. Il suo nome storico, millenario e internazionale è Golfo Persico, ma alcuni Paesi arabi non usano questo nome.
Il corpo idrico è storicamente e internazionalmente conosciuto come "Golfo Persico". Dagli anni 1960, con l'emergere del panarabismo, alcuni governi arabi lo chiamano "Golfo Arabo" (in arabo الخليج العربي‎?, Al-Khalīj al-Arabī) o "Il Golfo", ma nessuno dei due termini è riconosciuto a livello internazionale. Il nome "Golfo dell'Iran (Golfo Persico)" è utilizzato dall'Organizzazione idrografica internazionale.
Nell'ottobre 2018 l'Organizzazione mondiale per la proprietà intellettuale come agenzia delle Nazioni Unite registra il Golfo Persico in un certificato ufficiale basato sull'accordo di Lisbona per la protezione delle denominazioni d'origine e la registrazione internazionale di esse. Il riconoscimento di questo nome nel certificato di registrazione per la Perla del Golfo Persico indicava il riconoscimento del nome del corpo idrico in quanto tale. Secondo questo accordo, basato sul diritto internazionale, nessun Paese, governo o organizzazione può usare un altro nome per riferirsi al Golfo Persico.

## Geografia
È ampio circa 233000 km², lungo circa 800 km e largo tra 80 e 120. All'estremità nordoccidentale si getta lo Shatt al-'Arab (o Arvand rud, اروندرود, secondo il nome persiano), formato dalla foce congiunta del Tigri e dell'Eufrate, ma altri importanti fiumi sfociano nel Golfo Persico: il Karun (Iran), lo Zohren (Iran), il Mand (Iran), il Mehran (Iran) e lo Shur (Iran). A est tramite lo stretto di Hormuz il golfo comunica con il golfo di Oman e quindi con l'Oceano Indiano. Le sue acque toccano i 180 metri di profondità (vicino a capo Musandam, nell'Oman) ma sono in genere meno profonde.
Le città più importanti che si affacciano sul golfo sono Abu Dhabi, Dubai, Doha, Manama, al-Dammam, al-Ahmadi, al-Kuwait, Abadan e Bushehr.
L'ambiente naturale è ricco di barriere coralline. Le coste dell'Iran e della penisola arabica sono caratterizzate dallo sviluppo di piattaforme carbonatiche con ampie piane di marea e da depositi evaporitici (sali e gessi), dovuti all'intensa evaporazione in conseguenza del clima arido.

## Importanza geopolitica
Il Golfo Persico, insieme ai Paesi che su di esso si affacciano, costituisce un'area di fondamentale importanza economica e strategica. Gli interessi principali riguardano il controllo delle ingenti riserve petrolifere e delle vie marittime per il loro trasporto.

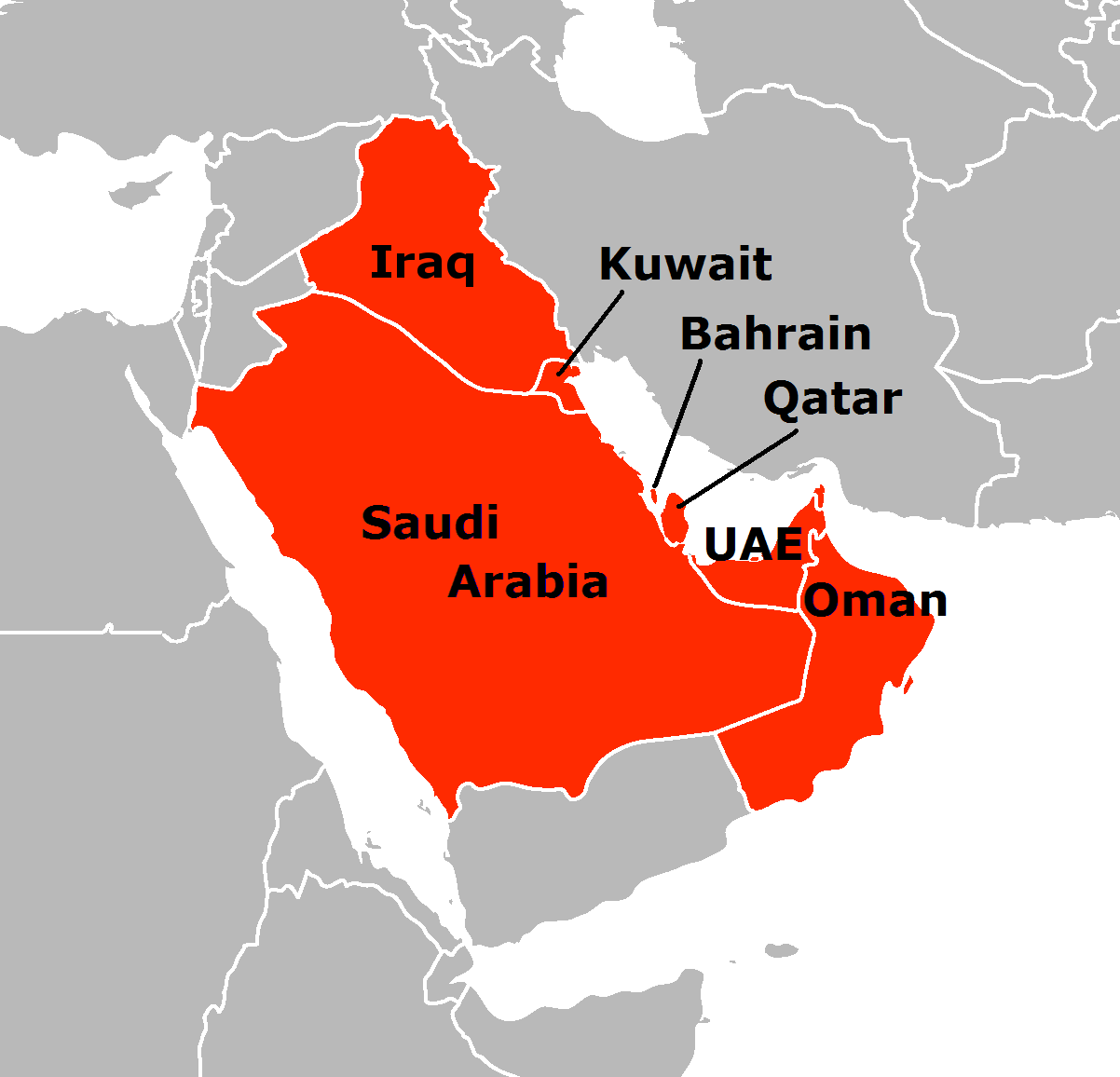
Le coste del Golfo Persico costeggiano sette Paesi arabi sulle coste occidentali e l'Iran a est. La penisola di Musandam in Oman restringe il Golfo Persico formando lo stretto di Hormuz.

Anche in considerazione di ciò, oltre che per ragioni etnico-religiose come la presenza di musulmani sciiti e sunniti e di popolazioni arabe e non arabe, l'area del Golfo Persico è stata teatro di guerre rilevanti come la guerra Iraq-Iran (1980-1988) la prima guerra del Golfo e l'invasione dell'Iraq del 2003. In tutte queste guerre hanno avuto una parte gli Stati Uniti. Avendo ottenuto il permesso di installare basi nell'area dopo l'invasione del Kuwait e anche dopo l'11 settembre 2001, e gestendo l'occupazione dell'Iraq fino al 2011, gli Stati Uniti hanno controllato a lungo gran parte delle esportazioni da quest'area vitale per l'economia mondiale.

## Storia

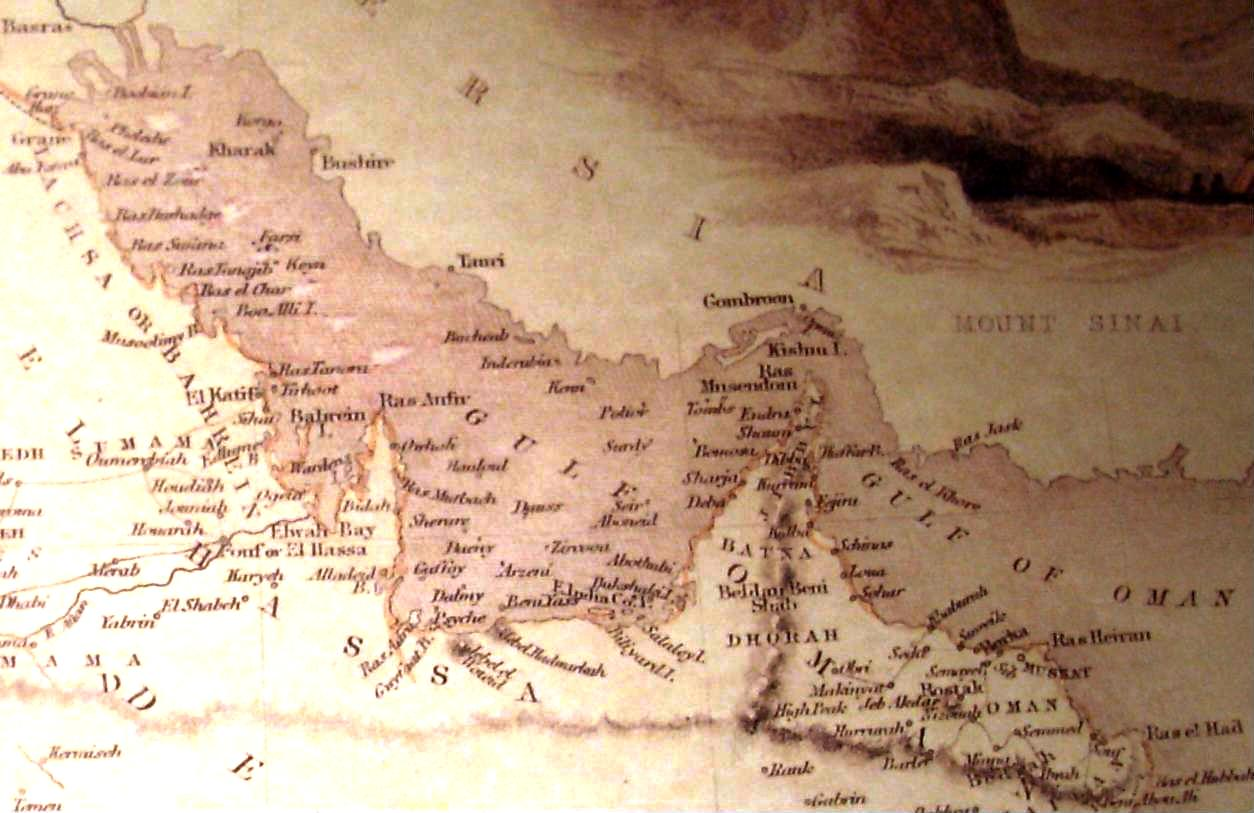
Una mappa storica del Golfo Persico in un museo di Dubai con la parola Persian cancellata

Nell'antichità classica il Golfo Persico fu attraversato dalla flotta che trasportava le truppe di Alessandro Magno al comando dell'ammiraglio Nearco, impresa descritta da Arriano nell'Anabasi di Alessandro. Partecipò all'esplorazione guidata da Nearco nel 324-323 a.C. sulle coste del Golfo Persico Androstene di Taso che dal viaggio riportò preziose informazioni sulla flora e la fauna.
Durante l'epoca seleucide la regione fu soggetta all'influenza persiano-ellenistica. I Romani giunsero sul golfo nel II secolo d.C. con l'imperatore Traiano, che discese il fiume Tigri fino al mare (episodio narrato dallo storico Dione Cassio). In epoca islamica il Golfo Persico conobbe una fase di grande sviluppo durante il Califfato Abbaside, che sviluppò il porto di Bassora. Nella letteratura questa è l'epoca delle Mille e una notte e di Sindbad il marinaio. La regione conobbe quindi una fase di decadenza a causa della rivolta degli schiavi africani delle piantagioni del Sud della Mesopotamia (rivolta degli Zanj) nell'VIII secolo d.C. e per la rivolta religiosa dei Carmati nel IX secolo.
Nel XVI secolo arrivarono nel golfo i portoghesi, che nel 1515 presero Hormuz (dove restarono fino al 1622), nel 1521 conquistarono il Bahrein e nel 1529 attaccarono Bassora. Questo indusse l'Impero ottomano, allora già padrone dell'Egitto, della Siria e dell'Arabia occidentale, a estendere il suo dominio anche al Golfo. Al tempo di Solimano il Magnifico, i Turchi presero Bassora nel 1538 per scendere poi più a sud lungo la costa occidentale dell'Arabia. Nel XVIII secolo nel Golfo arrivò anche la Compagnia olandese delle Indie orientali (VOC), seguita più tardi dalla Compagnia inglese delle Indie orientali. In quella stessa epoca ci fu anche la prima ondata di espansione della fede wahhabita che giunse fin sulla costa con la conversione del Qatar e dei Qawasim di Ras Al Khaymah.
Di qui partivano gli attacchi alle navi in navigazione nel Golfo e la costa degli attuali Emirati Arabi Uniti divenne allora nota come Costa dei Pirati. Nel 1820 una spedizione navale britannica impose un trattato di tregua a tutti gli sceicchi locali e la regione divenne da allora nota come costa della Tregua. Dopo l'apertura del canale di Suez l'Impero ottomano cercò di rendere effettiva la sua formale sovranità sulla costa meridionale del Golfo per mano di Midht Pascià e i britannici reagirono estendendo il loro protettorato ai vari sceicchi. Durante la prima guerra mondiale il golfo rimase sotto il dominio britannico nello sforzo bellico contro la Turchia.
Nel primo dopoguerra fu scoperto il petrolio nei vari Paesi: Bahrein, Arabia Saudita, Kuwait. 
Dopo la seconda guerra mondiale gli sceiccati si avviarono progressivamente verso la piena indipendenza dal controllo britannico.
Nel 1981 sei Paesi arabi dettero origine al Consiglio di cooperazione del Golfo (GCC).

## Economia
- Giacimento di gas naturale South Pars-North Dome.